# Sándor Bauer

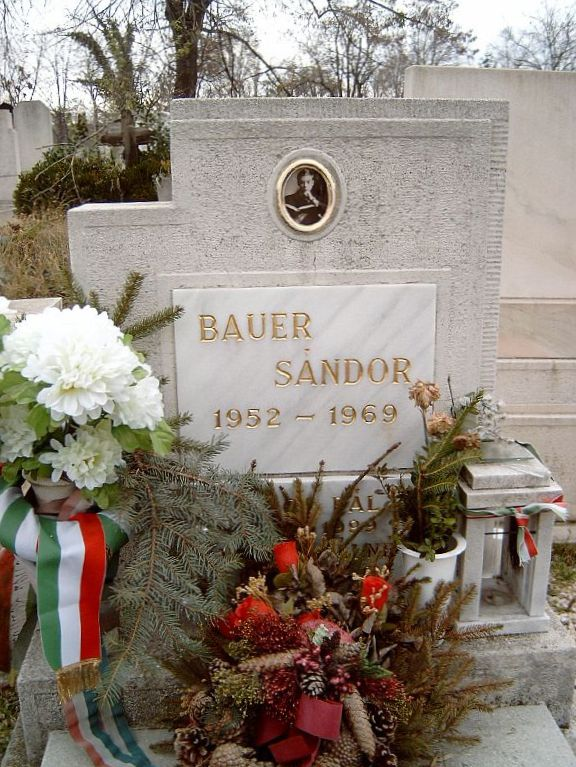
Grób Sándora Bauera

Sándor Bauer (ur. 21 lutego 1952 w Budapeszcie, zm. 23 stycznia 1969 tamże) – węgierski dysydent, uczeń, który dokonał aktu samospalenia w proteście przeciwko obecności wojsk radzieckich na Węgrzech oraz przeciwko inwazji na Czechosłowację.

## Życiorys
Imię nadano mu na pamiątkę przyrodniego brata ojca, który pod koniec II wojny światowej został zatrzymany przez żołnierzy Armii Czerwonej i nigdy nie powrócił do domu. W 1956 roku mieszkanie Bauerów było ostrzeliwane przez radzieckie czołgi w trakcie powstania węgierskiego, co odbiło się na czteroletnim wówczas Sándorze. Z powodów politycznych nie udało mu się dostać do technikum leśniczego, kształcił się na mechanika samochodowego. Samodzielnie skonstruował drukarkę, dzięki której kolportował ulotki antykomunistyczne.

## Okoliczności śmierci
Decyzję o samospaleniu podjął pod wpływem informacji o śmierci Jana Palacha. W poniedziałek 20 stycznia 1969 roku około godziny 13.00 Bauer polał się benzyną, a następnie podpalił na schodach Węgierskiego Muzeum Narodowego obok tablicy poświęconej Sándorowi Petőfiemu. W rękach trzymał węgierskie flagi. Świadkowie zdarzenia ugasili go kurtkami, Bauer odmówił jednak pomocy. Około 13.20 został zabrany do szpitala karetką, którą wezwał obecny na miejscu funkcjonariusz policji. 
Przebywając w szpitalu, był nieustannie przesłuchiwany. 22 stycznia aresztowano go, gdyż oznajmił, że protestował przeciwko okupacji radzieckiej. Zmarł następnego dnia. 
Pogrzeb odbył się 28 stycznia 1969 roku na cmentarzu w dzielnicy Rákospalota pod ścisłą kontrolą funkcjonariuszy. Najbliższej rodzinie zakazano informowania kogokolwiek o uroczystości. Ocenzurowano także treść mowy pogrzebowej.

## Reakcja władz
Służby, w ramach operacji „Fáklyás” („Pochodnia”), przeszukiwały mieszkanie Bauerów, skonfiskowano rzeczy osobiste Sándora, w tym jego pamiętnik i listy pożegnalne. W jednym z nich znalazły się słowa: „Chciałbym żyć, ale naród potrzebuje teraz mojego zwęglonego ciała”. Najbliższe mu osoby przesłuchiwano, dwoje jego przyjaciół oskarżono o niezgłoszenie czynu karalnego. 
22 stycznia 1969 roku Węgierska Agencja Prasowa poinformowała, że samospalenie Bauera nie miało znaczenia politycznego, był to akt chorego psychicznie człowieka. W oparciu o tę informację, pojawiały się artykuły w prasie, jednak były one pisane drobnym drukiem. 

## Upamiętnienie
- W 1989 roku Zsolt Balogh nakręcił film dokumentalny 1969, który porusza temat czynu Bauera[2].
- 17 października 2001 roku odsłonięto tablicę pamiątkową na ścianie Muzeum Narodowego w Budapeszcie[3].
- Od 2011 roku jedna z ulic w Budapeszcie nosi imię Sándora Bauera[2].